# 巨源镇
巨源镇是中国黑龙江省哈尔滨市道外区下辖的一个行政建制镇。

## 行政区划
下辖以下地区：
松江社区、新丰社区、巨源村、新丰村、前进村、小山村、新坊村、城子村和凡兴村。